# Lista över skådespelare i Saturday Night Live
Följande skådespelare har medverkat i Saturday Night Live under åren:

## Skådespelare

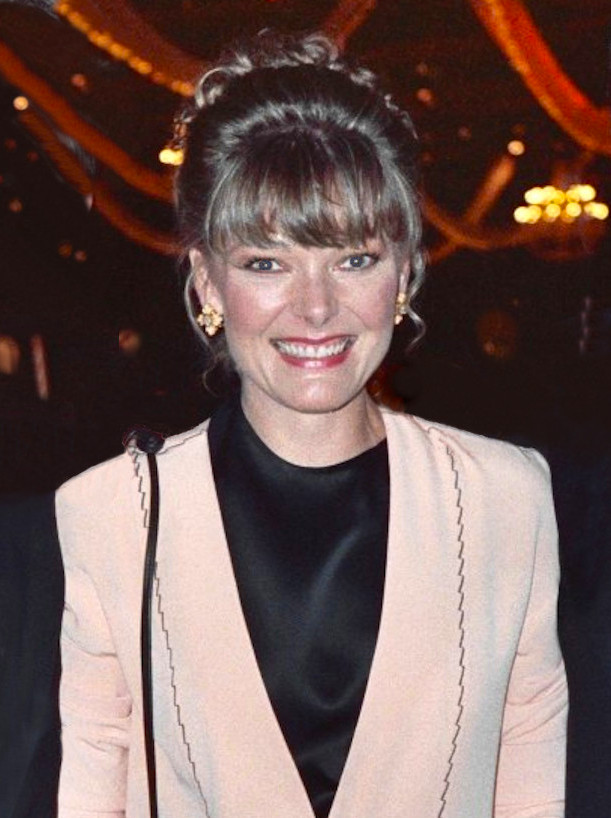
Jane Curtin var en av originalmedlemmarna och medverkade 1975–1980.

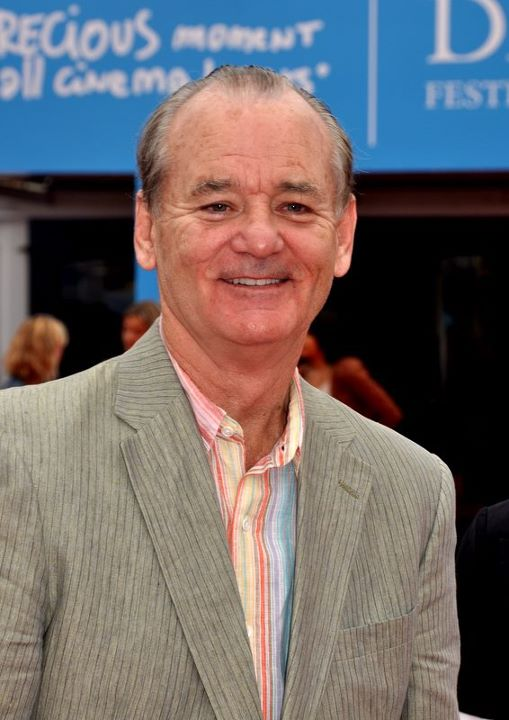
Bill Murray medverkade 1979–1980.

### Började 1975–1979
- Dan Aykroyd (11 oktober 1975 – 26 maj 1979)
- John Belushi (11 oktober 1975 – 26 maj 1979)
- Chevy Chase (11 oktober 1975 – 30 oktober 1976)
- Jane Curtin (11 oktober 1975 – 24 maj 1980)
- Garrett Morris (11 oktober 1975 – 24 maj 1980)
- Laraine Newman (11 oktober 1975 – 24 maj 1980)
- Gilda Radner (11 oktober 1975 – 24 maj 1980)
- George Coe (1975–1976)
- Michael O'Donoghue (1975–1979)
- Alan Zweibel (1979–1980)
- Bill Murray (15 januari 1977 – 24 maj 1980)
- Tom Davis (1977–1980)
- Al Franken (1977–1980/1985–1986/1987–1995)
- Harry Shearer (13 oktober 1979 – 24 maj 1980)
- Don Novello (1978–1980/1984–1985)
- Peter Aykroyd (1979–1980)
- Jim Downey (1979–1980)
- Brian Doyle-Murray (1979–1980/1981–1982)
- Tom Schiller (1979–1980)
- Paul Shaffer (1979–1980)

### Började 1980–1984

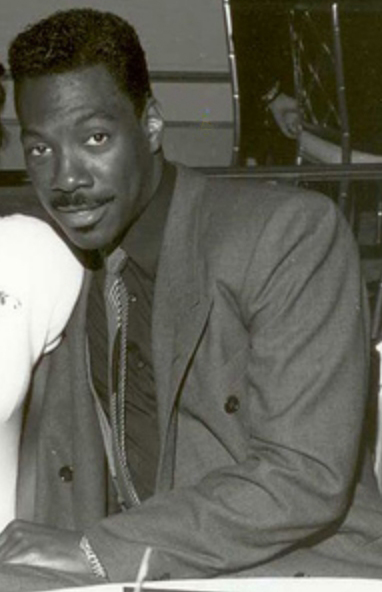
Eddie Murphy medverkade 1980–1984.

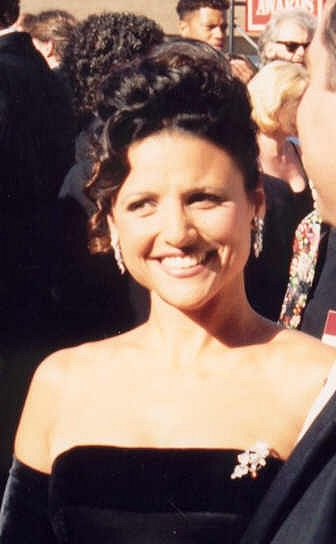
Julia Louis-Dreyfus medverkade 1982–1985, långt innan hon blev känd för karaktären Elaine i Seinfeld.

- Denny Dillon (15 november 1980 – 11 april 1981)
- Gilbert Gottfried (15 november 1980 – 7 mars 1981)
- Gail Matthius (15 november 1980 – 11 april 1981)
- Joe Piscopo (15 november 1980 – 12 maj 1984)
- Ann Risley (15 november 1980 – 7 mars 1981)
- Charles Rocket (15 november 1980 – 7 mars 1981)
- Eddie Murphy (6 december 1980 – 25 februari 1984)
- Yvonne Hudson (1980–1981)
- Matthew Laurance (1980–1981)
- Patrick Weathers (1980–1981)
- Robin Duke (11 april 1981 – 12 maj 1984)
- Tim Kazurinsky (11 april 1981 – 12 maj 1984)
- Tony Rosato (11 april 1981 – 22 maj 1982)
- Christine Ebersole (3 oktober 1981 – 22 maj 1982)
- Mary Gross (3 oktober 1981 – 13 april 1985)
- Laurie Metcalf (1981)
- Emily Prager (1981)
- Brad Hall (25 september 1982 – 12 maj 1984)
- Gary Kroeger (25 september 1982 – 13 april 1985)
- Julia Louis-Dreyfus (25 september 1982 – 13 april 1985)
- Jim Belushi (8 oktober 1983 – 13 april 1985)
- Billy Crystal (6 oktober 1984 – 13 april 1985)
- Christopher Guest (6 oktober 1984 – 13 april 1985)
- Rich Hall (6 oktober 1984 – 13 april 1985)
- Harry Shearer (6 oktober 1984 – 12 januari 1985)
- Martin Short (6 oktober 1984 – 13 april 1985)
- Pamela Stephenson (6 oktober 1984 – 13 april 1985)

### Började 1985–1989
- Joan Cusack (9 november 1985 – 24 maj 1986)
- Robert Downey, Jr. (9 november 1985 – 24 maj 1986)
- Nora Dunn (9 november 1985 – 19 maj 1990)
- Anthony Michael Hall (9 november 1985 – 24 maj 1986)
- Jon Lovitz (9 november 1985 – 19 maj 1990)
- Dennis Miller (9 november 1985 – 18 maj 1991)
- Randy Quaid (9 november 1985 – 24 maj 1986)
- Terry Sweeney (9 november 1985 – 24 maj 1986)
- Danitra Vance (9 november 1985 – 24 maj 1986)
- Dan Vitale (1985–1986)
- Damon Wayans (1985–1986)
- Dana Carvey (11 oktober 1986 – 6 februari 1993)
- Phil Hartman (11 oktober 1986 – 14 maj 1994)
- Jan Hooks (11 oktober 1986 – 18 maj 1991)
- Victoria Jackson (11 oktober 1986 – 16 maj 1992)
- Kevin Nealon (11 oktober 1986 – 13 maj 1995)
- A. Whitney Brown (1986–1991)
- Mike Myers (21 januari 1989 – 25 januari 1995)
- Ben Stiller (1989)

### Började 1990–1995

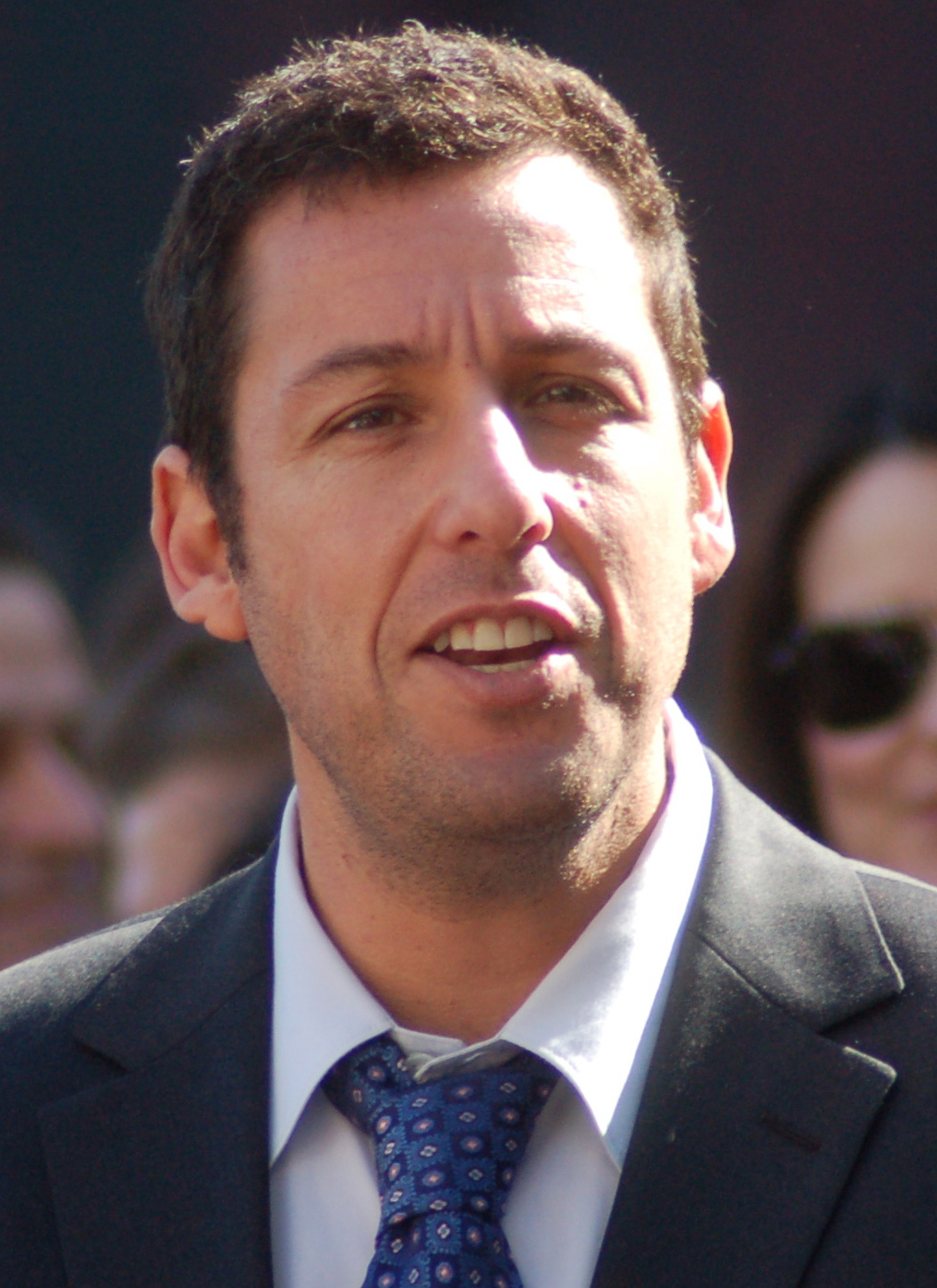
Adam Sandler medverkade 1991–1995.

- Chris Farley (29 september 1990 – 13 maj 1995)
- Chris Rock (29 september 1990 – 22 maj 1993)
- Rob Schneider (29 september 1990 – 14 maj 1994)
- David Spade (29 september 1990 – 18 maj 1996)
- Julia Sweeney (29 september 1990 – 14 maj 1994)
- Tim Meadows (9 februari 1991 – 20 maj 2000)
- Adam Sandler (16 februari 1991 – 13 maj 1995)
- Ellen Cleghorne (28 september 1991 – 13 maj 1995)
- Siobhan Fallon (28 september 1991 – 16 maj 1992)
- Melanie Hutsell (16 november 1991 – 14 maj 1994)
- Beth Cahill (1991–1992)
- Robert Smigel (1991–1993)
- Norm Macdonald (25 september 1993 – 2 maj 1998)
- Michael McKean (12 mars 1994 – 13 maj 1995)
- Jay Mohr (1993–1995)
- Sarah Silverman (1993–1994)
- Chris Elliott (24 september 1994 – 13 maj 1995)
- Janeane Garofalo (24 september 1994 – 25 februari 1995)
- Laura Kightlinger (1994–1995)
- Mark McKinney (25 januari 1995 – 17 maj 1997)
- Molly Shannon (25 februari 1995 – 5 maj 2001)
- Morwenna Banks (8 april 1995 – 13 maj 1995)
- Fred Wolf (1995–1996)

### Började 1995–1999

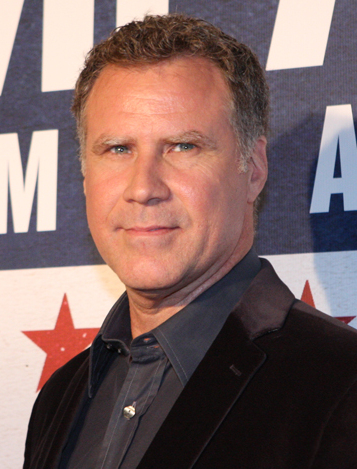
Will Ferrell medverkade 1995–2002.

- Jim Breuer (30 september 1995 – 9 maj 1998)
- Will Ferrell (30 september 1995 – 18 maj 2002)
- Darrell Hammond (30 september 1995 – 16 maj 2009)
- David Koechner (30 september 1995 – 18 maj 1996)
- Cheri Oteri (30 september 1995 – 20 maj 2000)
- Colin Quinn (30 september 1995 – 20 maj 2000)
- Nancy Walls (30 september 1995 – 18 maj 1996)
- Chris Kattan (16 mars 1996 – 17 maj 2003)
- Ana Gasteyer (28 september 1996 – 18 maj 2002)
- Tracy Morgan (28 september 1996 – 17 maj 2003)
- Jimmy Fallon (26 september 1998 – 15 maj 2004)
- Chris Parnell (26 september 1998 – 20 maj 2006)
- Horatio Sanz (26 september 1998 – 20 maj 2006)
- Rachel Dratch (23 oktober 1999 – 20 maj 2006)

### Började 2000–2005

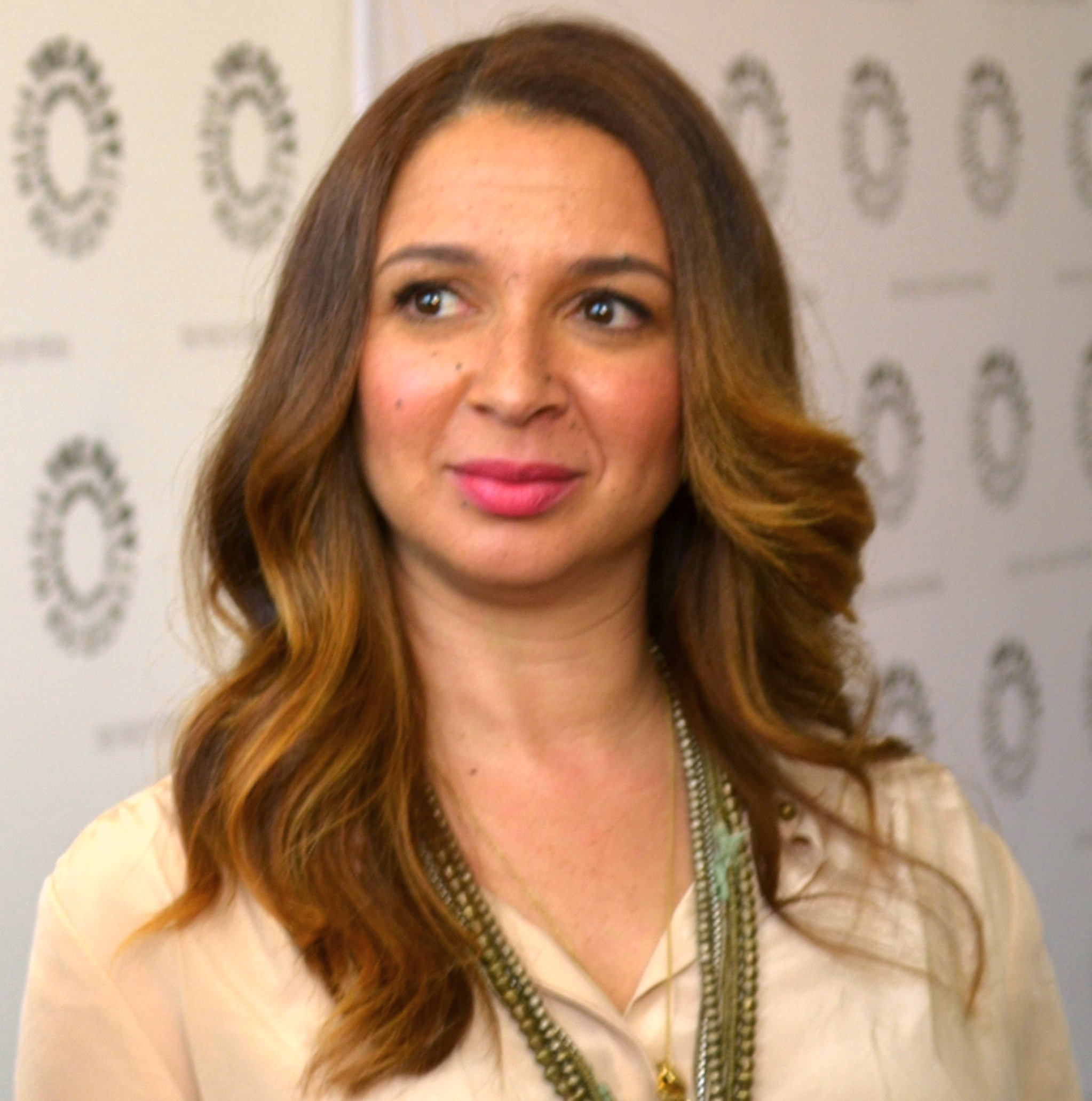
Maya Rudolph medverkade 2000–2007.

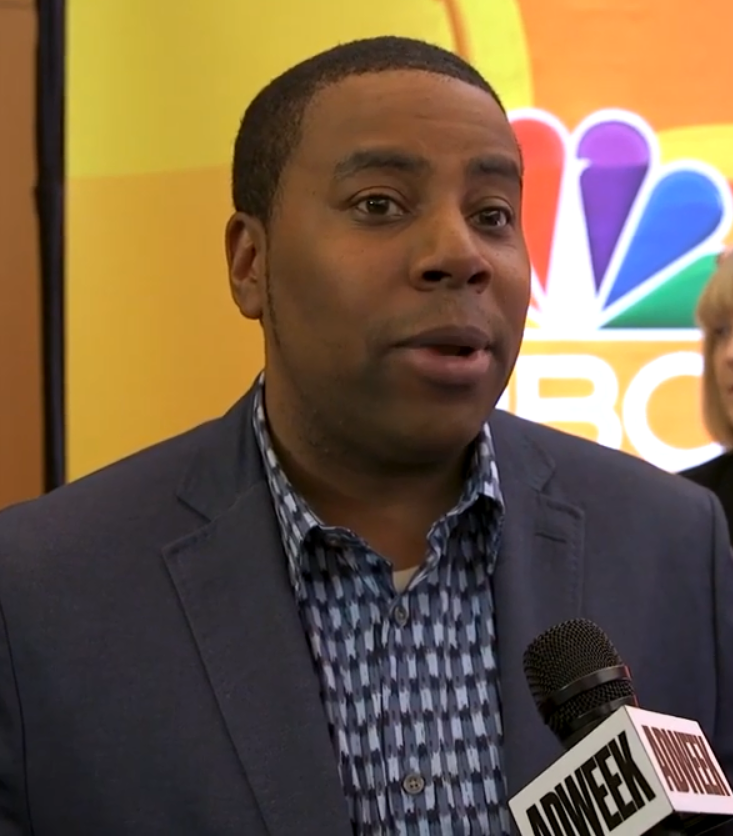
Kenan Thompson är den skådespelare som medverkat i programmet längst av alla; sedan 2003.

- Maya Rudolph (6 maj 2000 – 3 november 2007)
- Tina Fey (7 oktober 2000 – 20 maj 2006)
- Jerry Minor (2000–2001)
- Dean Edwards (2001–2003)
- Seth Meyers (29 september 2001 – 2014)
- Amy Poehler (29 september 2001 – 13 december 2008)
- Jeff Richards (29 september 2001 – 17 januari 2004)
- Fred Armisen (5 oktober 2002 – 2013)
- Will Forte (5 oktober 2002 – 2010)
- Finesse Mitchell (4 oktober 2003 – 20 maj 2006)
- Kenan Thompson (4 oktober 2003 – )
- Jason Sudeikis (7 maj 2005 – 2013)
- Bill Hader (1 oktober 2005 – 2013)
- Andy Samberg (1 oktober 2005 – 2012)
- Kristen Wiig (12 november 2005 – 2012)
- Rob Riggle (2004 – 2005)

### Började 2006–2010
- Casey Wilson (2008 – 2009)
- Abby Elliott (2008 – 2012)
- Bobby Moynihan (2008 – 2017)
- Michaela Watkins (2008 – 2009)
- Nasim Pedrad (2009 – 2014)
- Jenny Slate (2009 – 2010)
- Vanessa Bayer (2010 – 2017)
- Paul Brittain (2010 – 2011)
- Taran Killam (2010 – 2016)
- Jay Pharoah (2010 – 2016)

### Började 2011–2015
- Kate McKinnon (2012–2022)
- Aidy Bryant (2012–2022)
- Tim Robinson (2012–2013)
- Cecily Strong (2012–2022)
- Beck Bennett (2013–2021)
- John Milhiser (2013–2014)
- Kyle Mooney (2013–2022)

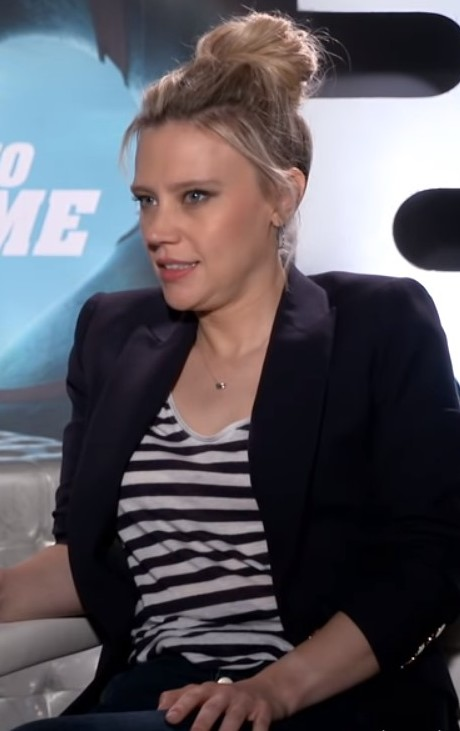
Kate McKinnon medverkade i SNL under tio år, 2012–2022.

- Mike O'Brien (2013–2014, fortsatte som manusförfattare och gjorde sporadiska inhopp som skådespelare även under 2015)
- Noël Wells (2013–2014)
- Brooks Wheelan (2013–2014)
- Sasheer Zamata (2014–2017)
- Colin Jost (2014– )
- Michael Che (2014– )
- Pete Davidson (2014–2022)
- Leslie Jones (2014–2019)
- Jon Rudnitsky (2015–2016)

### Började 2016–2020
- Mikey Day (2016– )
- Alex Moffat (2016–2022)
- Melissa Villaseñor (2016–2022)
- Heidi Gardner (2017– )
- Luke Null (2017–2018)
- Chris Redd (2017–2022)
- Ego Nwodim (2018– )
- Bowen Yang (2019– )
- Chloe Fineman (2019– )
- Andrew Dismukes (2020– )
- Lauren Holt (2020–2021)
- Punkie Johnson (2020–2024)[1]

### Började 2021–
- Aristotle Athari (2021–2022)
- James Austin Johnson (2021– )
- Sarah Sherman (2021– )
- Devon Walker (2022– )
- Michael Longfellow (2022– )
- Molly Kearney (2022–2024)[1]
- Marcello Hernandez (2022– )
- Chloe Troast (2023–2024)[2]
- Ashley Padilla (2024– )[2]
- Emil Wakim (2024– )[2]
- Jane Wickline (2024– )[2]

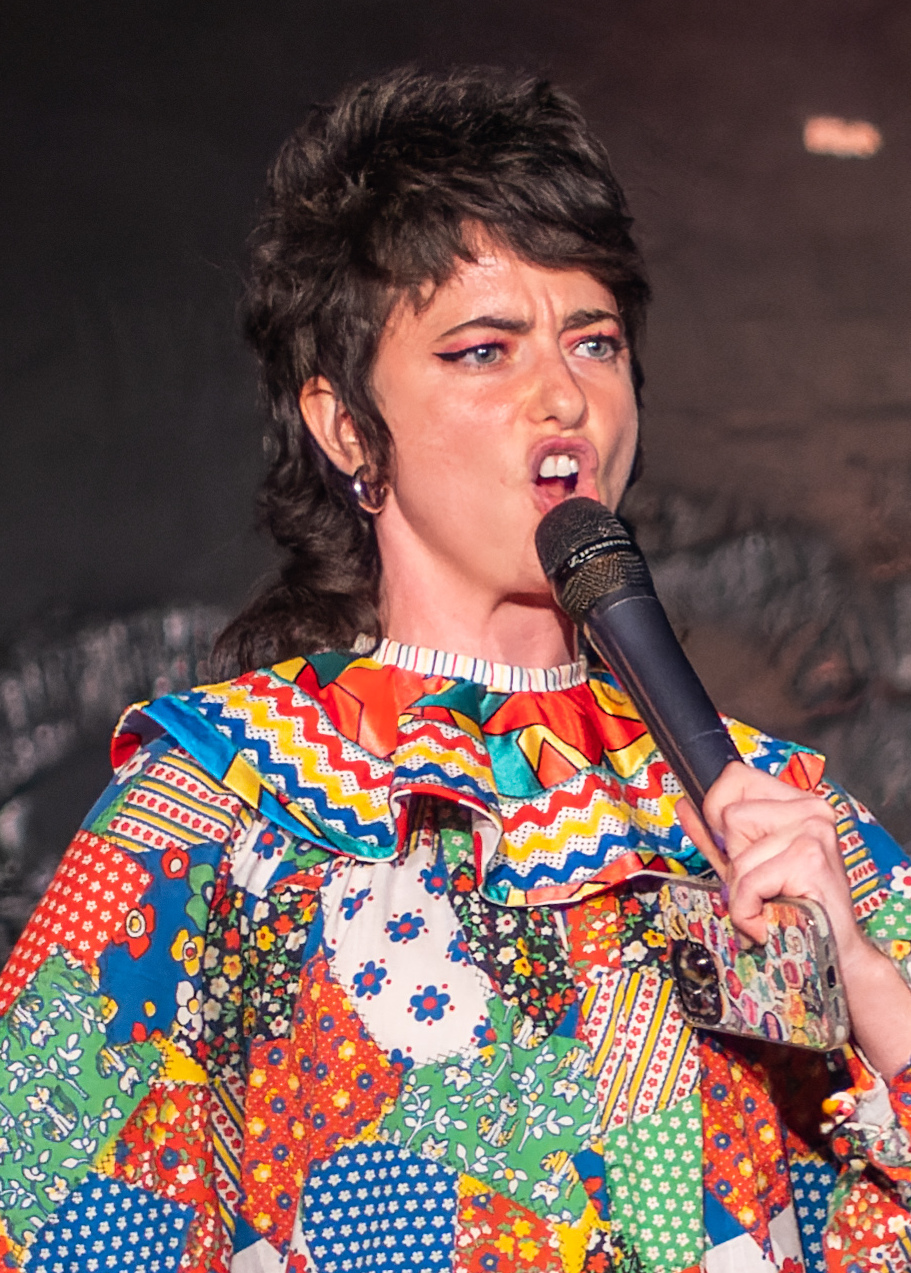
Sarah Sherman är en del av ensemblen sedan 2021.

Sedan 2021 medverkar även humorgruppen Please Don't Destroy (Ben Marshall, John Higgins och Martin Herlihy) i förinspelade klipp.